# Filippo Scelzo
Filippo Scelzo (19 de abril de 1900 – 3 de octubre de 1980) fue un actor teatral, cinematográfico y televisivo de nacionalidad italiana.

## Biografía

### Inicios
Nacido en Ivrea, Italia, su familia estaba dedicada al mundo del espectáculo, pues su madre, Lena Artale, era actriz, y el padre, Gregorio Scelzo, utilero). Debutó muy joven con Ettore Paladini, siendo contratado por Gualtiero Tumiati en 1917. Tras la Primera Guerra Mundial, Scelzo entró en la compañía de Ruggero Ruggeri en 1920. En 1922 formó parte de la formación de Paolo Taglio, consiguiendo un buen éxito interpretando a Costantino en La gaviota, de Antón Chéjov, bajo dirección de Virgilio Talli en la temporada 1923-24.

### Primeros éxitos
Después de trabajar junto a Dina Galli y Amerigo Guasti, en 1927 se sumó a la Compagnia Dannunziana, con la cual interpretó – junto a Irma Gramatica y Luigi Carini - en Francesca da Rimini y Fiaccola sotto il moggio. Entre 1928 y 1930 formó parte de la compañía de Sem Benelli, actuando seguidamente en Campo di maggio (1931), de Giovacchino Forzano, con Cele Abba. 

### Consagración
Tras colaborar con Kiki Palmer y con Antonio Gandusio, Scelzo actuó en La figlia di Iorio (1939), bajo la dirección de Forzano, y después en  Adelchi (1940, dirección de Renato Simoni), La bella addormentata (1941, de Pier Maria Rosso di San Secondo) y Cenerentola (1942, de Massimo Bontempelli), con Laura Adani. Además de con Adani, su nombre apareció en compañía de los de Gualtiero Tumiati, Enzo Biliotti y Margherita Bagni. 
En el período de 1943 a 1946 y en compañía con Elsa Merlini y, en 1947, con Anna Proclemer, actuó en Come le foglie, actuando después acompañado de Sarah Ferrati y Leonardo Cortese. A continuación interpretó y dirigió Anfitrione 38 (1948, de Jean Giraudoux), Questa sera si recita a soggetto (1949, de Luigi Pirandello), y El cisne (1950, de Ferenc Molnár), junto a Andreína Paul y Giuseppe Porelli.
Entre 1951 y 1958 trabajó con Paola Borboni, Vittorio Gassman, Carlo Ninchi y Vivi Gioi. En 1959 actuó en el Teatro Stabile de Turín, y al siguiente año en el Stabile de Génova. Posteriormente trabajó en el Teatro delle Arti, y en el Piccoli Teatri de Trieste y de Palermo. 
Actor sobrio, comedido y distinguido, actuó junto a los mejores intérpretes del teatro italiano del siglo XX mostrando su rigor y su tono irónico sobre todo en obras como Julio César (1949) de William Shakespeare, Caterina da Siena (1953, de Cesare Vico Lodovici), y Giuda (1956, de Marcel Pagnol). 

## Cine
Scelzo actuó en numerosos filmes, aunque en papeles de reparto. Su debut en la pantalla llegó en 1934 con el film Teresa Confalonieri, de Guido Brignone, siguiendo en activo hasta 1972, cuando interpretó su última película, Bronte - Cronaca di un massacro che i libri di storia non hanno raccontato, de Florestano Vancini. Sus actuaciones abarcaron una amplia variedad de papeles como por ejemplo el fascista Giovanni Marinelli en el film Il processo di Verona (de Carlo Lizzani, 1962), el fiscal en Il brigante Musolino,  (de Mario Camerini, 1951), y el presidente de la comunidad judía en L'oro di Roma (1961), también de Lizzani. 

## Televisión
Scelzo actuó por vez primera en la televisión en L'Affare Kubinsky (1954), producción dirigida por Anton Giulio Majano, actuando después esporádicamente en algunas comedias y en el drama La vita di Leonardo da Vinci, de Renato Castellani (1971). 
Dotado de un buen timbre de voz, también se dedicó a labores de doblaje.
Filippo Scelzo falleció en Roma, Italia, en 1980.

## Selección de su filmografía
- Teresa Confalonieri, de Guido Brignone (1934)
- Passaporto rosso, de Guido Brignone (1935)
- Jeanne Doré, de Mario Bonnard (1938)
- I figli del marchese Lucera, de Amleto Palermi (1938)
- Le sorprese del divorzio, de Guido Brignone (1939)
- Kean, de Guido Brignone (1940)
- Piccolo alpino, de Oreste Biancoli (1940)
- Odessa in fiamme, de Carmine Gallone (1942)
- Malombra, de Mario Soldati (1942)
- Nessuno torna indietro, de Alessandro Blasetti (1943)
- L'angelo bianco, de Giulio Antamoro y Federico Sinibaldi (1943)
- Piazza San Sepolcro, de Giovacchino Forzano (1943)
- Il fiore sotto gli occhi, de Guido Brignone (1944)
- L'uomo dal guanto grigio, de Camillo Mastrocinque (1948)
- Duello senza onore, de Camillo Mastrocinque (1949)
- Il brigante Musolino, de Mario Camerini (1950)
- Il conte di Sant'Elmo, de Guido Brignone (1950)
- Core 'ngrato, de Guido Brignone (1951)
- La voce del sangue, de Pino Mercanti (1952)
- L'ingiusta condanna, de Giuseppe Masini (1952)
- L'ombra, de Giorgio Bianchi (1954)
- L'oro di Roma, de Carlo Lizzani (1961)
- Il processo di Verona, de Carlo Lizzani (1962)
- Il successo, de Mauro Morassi 1963
- Le piacevoli notti, de Armando Crispino y Luciano Lucignani (1966)
- Bronte - Cronaca di un massacro che i libri di storia non hanno raccontato, de Florestano Vancini (1972)

## Televisión
- L'Affare Kubinsky, con Giotto Tempestini, Italo Pirani y Antonio Battistella; dirección de Anton Giulio Majano, 22 de octubre de 1954.
- Graziella, de Alphonse de Lamartine. Adaptación de Alfio Valdarnini, dirección de Mario Ferrero, con Ilaria Occhini, Corrado Pani y Fosco Giachetti. 4 episodios emitidos en 1961.
- Corte marziale per l'ammutinamento del Caine, con Fosco Giachetti, Franco Graziosi y Renzo Palmer ; dirección de Giacomo Vaccari, 18 de diciembre de 1961.
- Doña Rosita la soltera, de Federico García Lorca, con Carlo Antonio Venturi, Marina Dolfin y Angela Pagano ; dirección de Mario Ferrero, 15 de octubre de 1965.
- La vita di Leonardo da Vinci, de Renato Castellani. Con Philippe Leroy, Ottavia Piccolo, y Giulio Bosetti. 5 episodios emitidos en 1971.

## Teatro

### Actor
- Cenerentola, de Massimo Bontempelli, dirección de Corrado Pavolini, con Laura Adani, Corrado Racca y Ernesto Sabbatini. Teatro della Pergola de Florencia, (4 de junio de 1942)
- Rebeca, de Daphne du Maurier, con Laura Solari, Vittorio Gassman y Kiki Palmer. Dirección de Guido Salvini, Teatro Quirino de Roma, 20 de abril de 1946.
- Julio César, de Shakespeare, adaptación de Cesare Vico Lodovici, dirección de Guido Salvini y Luigi Squarzina. Con Renzo Ricci, Memo Benassi y Sandro Ruffini. Teatro Romano de Verona, 18 a 25 de agosto de 1949.
- El jardín de los cerezos, de Antón Chéjov, dirección de Mario Ferrero, con Andreína Pagnani, Giuliana Lojodice, y Carlo Hintermann (1961).

### Director
- Zazà, de Pierre-Francisque Berton y Charles Simon, con Isa Miranda, Luigi Pavese y Corrado Racca. Teatro Nazionale de Palermo (11 de abril de 1945)